# Pseudoanthidium bytinskii
Pseudoanthidium bytinskii is een vliesvleugelig insect uit de familie van de Megachilidae. De wetenschappelijke naam van de soort is voor het eerst geldig gepubliceerd in 1948 door George A. Mavromoustakis.